# Hydrotetrix samoana
Hydrotetrix samoana är en insektsart som först beskrevs av Lucien Chopard 1929.  Hydrotetrix samoana ingår i släktet Hydrotetrix och familjen torngräshoppor. Inga underarter finns listade i Catalogue of Life.